# 50 złotych 1981 Władysław Sikorski
50 złotych 1981 Władysław Sikorski – okolicznościowa moneta pięćdziesięciozłotowa, wprowadzona do obiegu 15 maja 1981 r. zarządzeniem z 27 kwietnia 1981 r. (M.P. z 1981 r. nr 12, poz. 95), wycofana z dniem denominacji z 1 stycznia 1995 r., rozporządzeniem prezesa Narodowego Banku Polskiego z dnia 18 listopada 1994 r. (M.P. z 1994 r. nr 61, poz. 541).
Monetę wybito w celu upamiętnienia setnej rocznicy urodzin generała Władysława Sikorskiego. Wyemitowano ją w ramach serii tematycznej Wielcy Polacy.

## Awers
W centralnej części umieszczono godło – orła bez korony, po bokach rok „1981", pod łapą znak mennicy w Warszawie, poniżej napis „ZŁ 50 ZŁ”, dookoła napis „POLSKA RZECZPOSPOLITA LUDOWA”.

## Rewers
Na tej stronie monety znajduje się lewy profil generała Władysława Sikorskiego w rogatywce, pod spodem, wzdłuż obrzeża napis „GEN.BRONI•WŁADYSŁAW•SIKORSKI•1881–1943”.

## Nakład
Monetę bito w Mennicy Państwowej, w miedzioniklu, na krążku o średnicy 30,5 mm, masie 11,7 grama, z rantem ząbkowanym, stemplem zwykłym, w nakładzie 2 504 500 sztuk, według projektów:
- Anny Jarnuszkiewicz (awers) oraz
- Józefa Markiewicza-Nieszcza (rewers).

Na początku lat 90. XX w. w ramach emisji zestawów rocznikowych monet PRL z lat 1979, 1980, 1981, 1982, 1986, 1987, 1988, 1989, 1990, w Mennicy Państwowej wybito ponownie tę monetę, tym razem stemplem lustrzanym, w nakładzie 5000 sztuk.

## Opis
Moneta jest jedną z jedenastu pięćdziesięciozłotówek okolicznościowych bitych w miedzioniklu, latach 1979–1983 i jednocześnie pierwszą pięćdziesięciozłotówką okolicznościową w miedzioniklu nienależącą do serii poczet królów i książąt polskich.

## Powiązane monety
Rocznica urodzin gen. Władysława Sikorskiego została upamiętniona także na monetach:
- kolekcjonerskiej stuzłotówce w srebrze, z 1981 r., z takim samym rysunkiem rewersu, wybitej w nakładzie 12 000 sztuk[4] oraz
- próbnej kolekcjonerskiej stuzłotówce w srebrze, z popiersiem generała, z 1981 r., wybitej w nakładzie 5020 sztuk[5].

## Wersje próbne
Istnieje wersja tej monety należąca do serii próbnej w niklu z wypukłym napisem „PRÓBA”, wybita w nakładzie 500 sztuk oraz wersja próbna technologiczna, z wypukłym napisem „PRÓBA”, w miedzioniklu, w nakładzie 20 sztuk.